# Mokradła Guayaquil
Mokradła Guayaquil (NT0905) – ekoregion wydzielony przez WWF w ramach biomu zalewowe formacje trawiaste i sawanny. Obejmuje nadbrzeżne zalewowe formacje trawiaste w dorzeczu rzeki Guayas w Ekwadorze. 
Mokradła Guayaquil to również ekoregion wyróżniony przez organizację One Earth w ramach bioregionu ekwadorskie suche lasy nadbrzeżne i zalewowe formacje trawiaste (NT10). W tym ujęciu ekoregion zajmuje powierzchnię 2940 km².

## Położenie
Mokradła Guayaquil to zalewowe formacje trawiaste występujące na wschód od miasta Guayaquil, na zachodnim wybrzeżu Ekwadoru. W swoim południowym zasięgu ten ekoregion stopniowo przechodzi w namorzyny. Od północy i zachodu otoczony jest wilgotnymi lasami nizinnymi, a od wschodu lasami suchymi.

## Flora
Mokradła zdominowane są przez rośliny wodne, błotne i lądowe z gatunków eichornię gruboogonkową, Pontederia rotundifolia, Heteranthera reniformis, Calathea lutea, Heliconia marginata, Echinodorus bracteatus, Alternanthera pubiflora, Merremia umbellata, trukwa pokrywkowata i Malachra alceifolia. Do występujących w tym ekoregionie drzew zaliczyć można ogorzałkę wełnistą, Muntingia calabura, Guazuma ulmifolia, Trema micranthum, brugmansję i Pseudobombax millei.

## Fauna
Faunę ekoregionu cechuje niski poziom endemizmu i bioróżnorodności. Występują tu ptaki takie jak ziarnojadek czarnolicy, rybitwa peruwiańska, tygryska rdzawoszyja, skrzydłoszpon rogaty i dławigad amerykański. Jest obszarem endemicznego występowania molosowatych z gatunku Cabreramops aequatorianus.

## Zagrożenie i ochrona
Ekoregion jest zagrożony przez gwałtownie rosnące zaludnienie, rozwój rolnictwa (w szczególności przekształcanie siedlisk w plantacje ryżu), a także gwałtowne zjawiska klimatyczne, takie jak El Niño. Został uznany za krytycznie zagrożony. 